# Černovický potok (přítok Tiché Orlice)
Černovický potok je malý vodní tok v Orlických horách a okrese Ústí nad Orlicí. Většina jeho toku se nachází v přírodního parku Suchý vrch - Buková hora, soutok pak v přírodním parku Orlice.

## Průběh toku
Černovický potok pramení v západním úbočí Suchého vrchu na malé pasece nad neznačenou lesní cestou spojující serpentinu silnice Červenovodské sedlo - Suchý vrch a turistické rozcestí Pod Bradlem. Po celé délce teče přibližně západním směrem přičemž tvoří osu Kobylího dolu. Ve vzdálenosti asi dvou kilometrů od pramene v prostoru hájovny Zakopanka přibírá pravý přítok přitékající z rašeliniště Hynkovice. Poté vtéká do hluboce zaříznutého a částečně skalnatého údolí a je sledován modrou turistickou značenou trasou 1858 Suchý vrch - Těchonín. Ta se posléze odklání více do pravého svahu a Černovický potok vtéká do prostoru samoty Rybárna, kde napájí zdejší sádka a podtéká silnici II/311 Jablonné nad Orlicí - Těchonín. Poté stéká do údolí Tiché Orlice resp. do jejího ramene odděleného během výstavby železniční trati Ústí nad Orlicí - Międzylesie a jeho původní trasování sleduje až do místa dnešního soutoku v km 81,8 řeky.